# Колани, Луиджи
Луиджи Колани (нем. Luigi Colani; 2 августа 1928, Берлин — 16 сентября 2019, Карлсруэ) — немецкий промышленный дизайнер.

## Биография
Родился 2 августа 1928 года в Берлине в обеспеченной семье, имя при рождении нем. Lutz Colani. Предки по отцу родом из Италии и Швейцарии (курдского происхождения), отец работал художником в кино, мать родом из Польши.
В 1946 году окончил Берлинскую академию художеств по классу скульптуры и живописи.
В 1947 году изучает аэродинамику в Сорбонне. В 1952 году на авиационном предприятии McDonnell Douglas в Калифорнии (США) проводил исследования в области сверхвысоких скоростей. Затем во Франции конструировал спортивные автомобили, в 1954 году был награждён «Золотой розой» на женевском автосалоне за дизайн корпуса автомобиля Fiat 1100.
В 1960-е сотрудничал с компаниями Alfa Romeo, Lancia, Volkswagen, BMW. В 1963 году для немецкого банка Dresdner Bank разработал дизайн копилки в виде слона — «Drumbo elephant money box», который стал очень популярен и используется в качестве различных сувениров, брелоков и прочего до сих пор.
C 1972 года разрабатывает экспериментальный дизайн для концернов ThyssenKrupp, Boeing, Rosenthal (элитная столовая керамика), Rockwell International (летательные аппараты), Villeroy & Boch (сантехника).
1972 год — разрабатывает дизайн болида Формулы-1 Eifelland Type 21. В 1973 году открывает Центр дизайна в Японии. В 1976 году представляет первый в мире самолёт из пластика RFB Fanliner с роторным двигателем Ванкеля.
В 1981 году автомобилем Colani 2CV, сконструированным на основе французского Citroën 2CV (оригинальный 2CV двигатель и шасси), установлен мировой рекорд экономии топлива, расход составил 1,7 литра бензина на 100 км. В 1983 году на франкфуртском автосалоне представляет прототип серийной модели Porsche 959. В этом же году Луиджи Колани переезжает жить в Японию. В 1984 году представляет революционный дизайн фотокамеры Canon HY-PRO c электронным видоискателем, а также занимается разработкой концепции дизайна фотокамер Canon на ближайшие десятилетия, в результате разработок представляется серия камер «5 Systems».
С 1988 года является заслуженным профессором Бременского университета.
В 1990 году разрабатывает архитектурные проекты в Японии и Таиланде. В 1992 году состоялась первая полномасштабная ретроспектива работ Колани в Дортмунде. В 1993 году Колани создаёт дизайн компьютера для компании Vobis. В 1995 году открывается дизайнерский центр «Колани» в Люнене (Германия). В 1997 году создаёт футуристический дизайн рояля Colani «Pegasus» Grand Piano для компании Schimmel такие рояли приобрели Ленни Кравиц, Принс, Эдди Мёрфи. В 1998 году Колани занимается разработкой дизайна банковских терминалов. Придумывает дизайн бутылок для воды для компании Carolinen Brunnen (Германия). В 1999 году представляет новую душевую кабину для немецкой компании Dusar, проектирует мебель для компании Kusch & Co.
В 2000 году представляет коллекцию оправ для очков «Colani» на выставках оптики в Милане, Париже и Лас-Вегасе. В 2001 году, представляет проект нового микроскопа и фотокамеры для компании Seagull (Китай). В 2002 году представляет проект бутылки «Colani» для швейцарской компании Valser. В 2003 году занимается разработкой униформы для полиции Гамбурга (англ.), ведёт разработку реактивного самолёта Alekto-TT62, а также реализует футуристический автомобильный проект Colani Spitzer.
Создавал концепт-кары для Porsche, Mazda, Mercedes-Benz, Ferrari, Ford. C 2002 года жил в Карлсруэ (Германия).

## Работы

Подпись и логотип Луиджи Колани

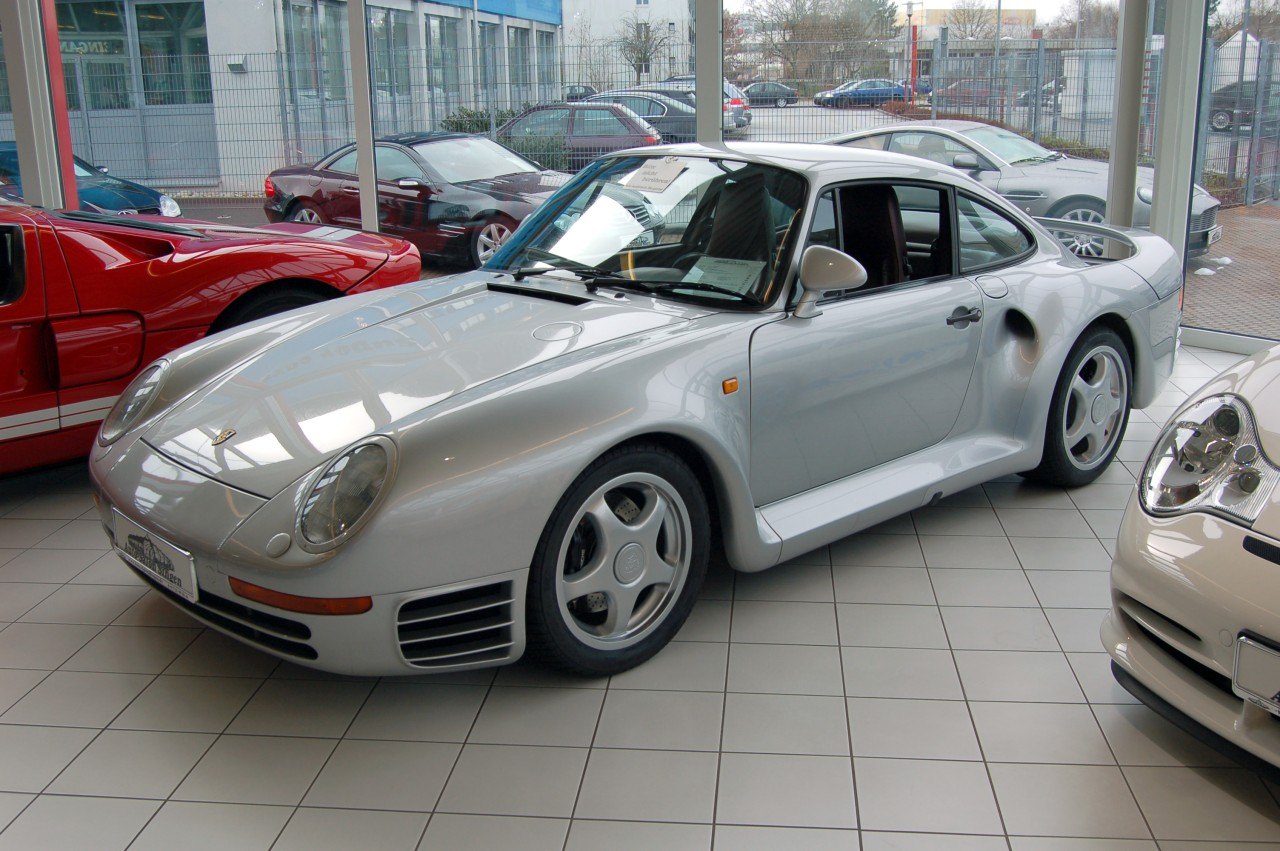
Porsche 959 (1983)
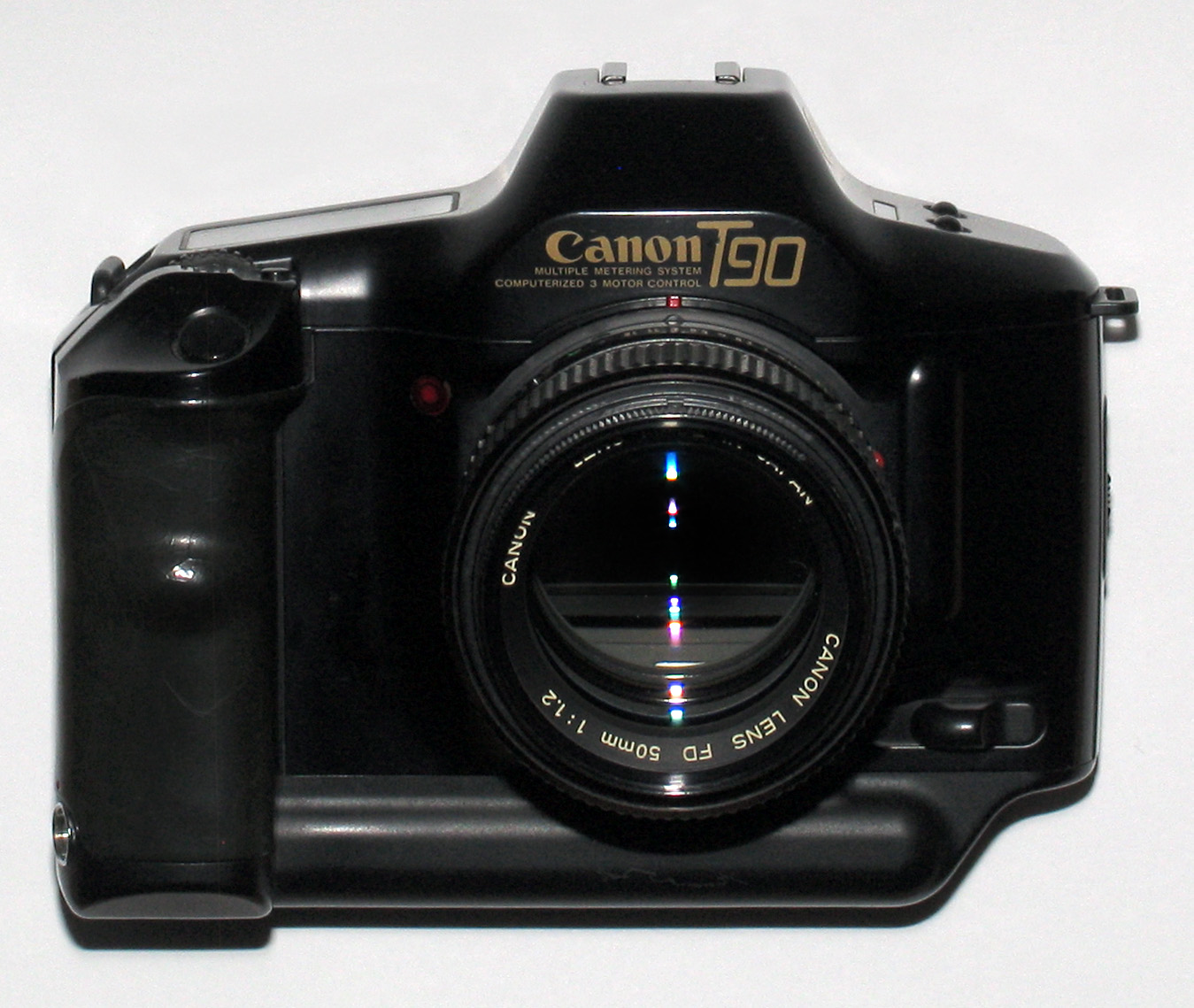
Canon T90 (1986)
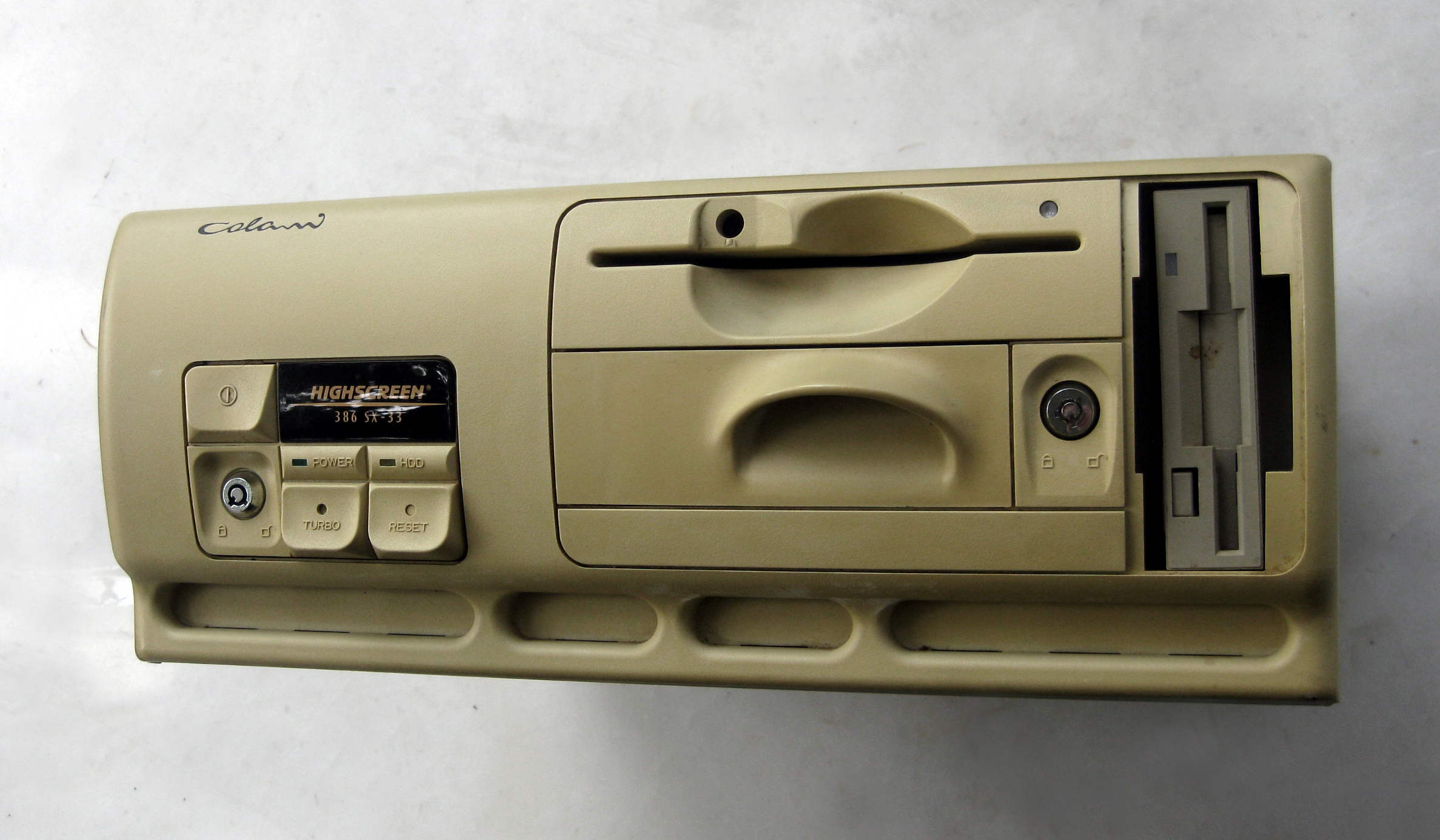
Компьютер компании Vobis (1993)
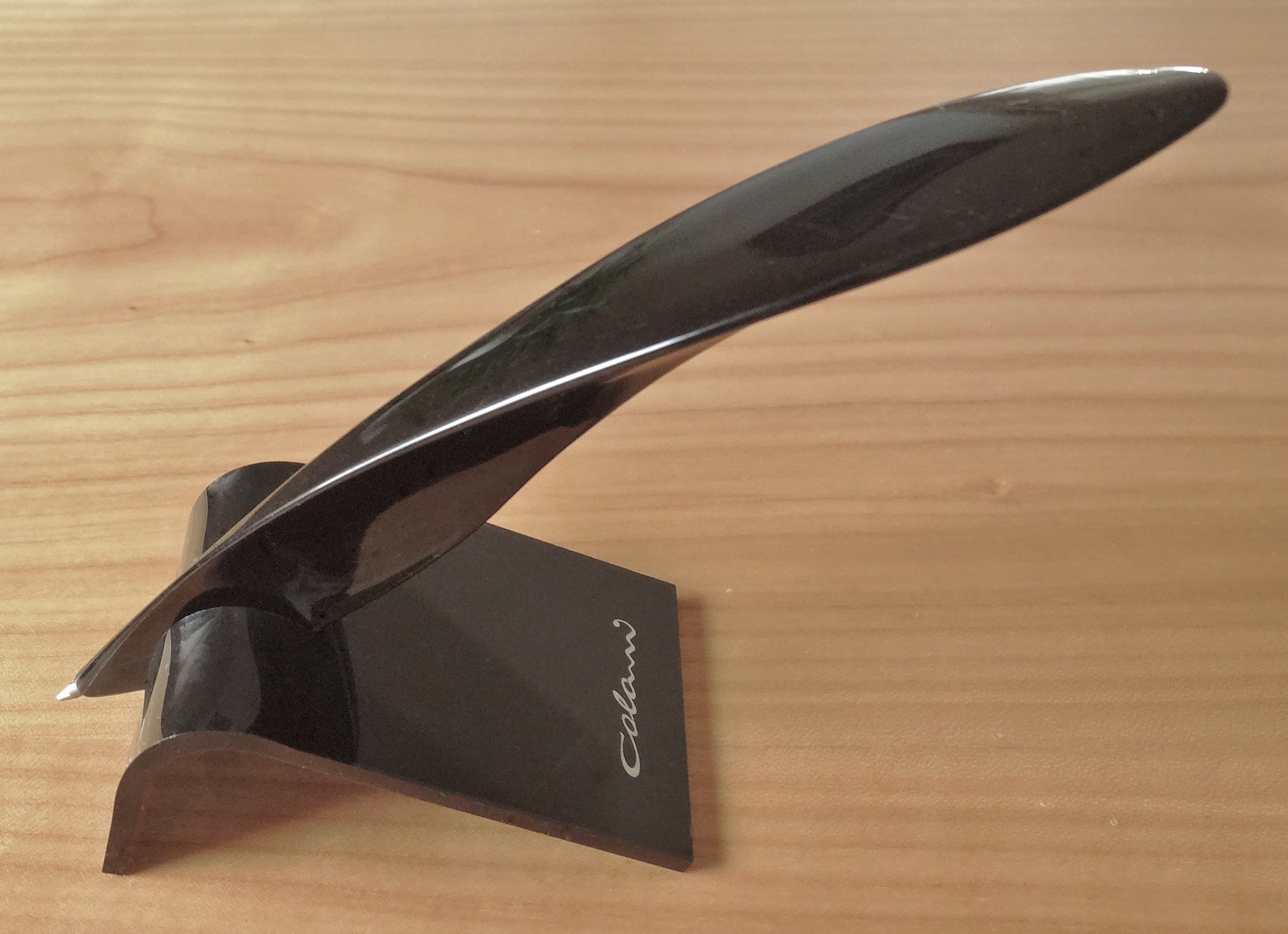
Ручка для письма (1993)
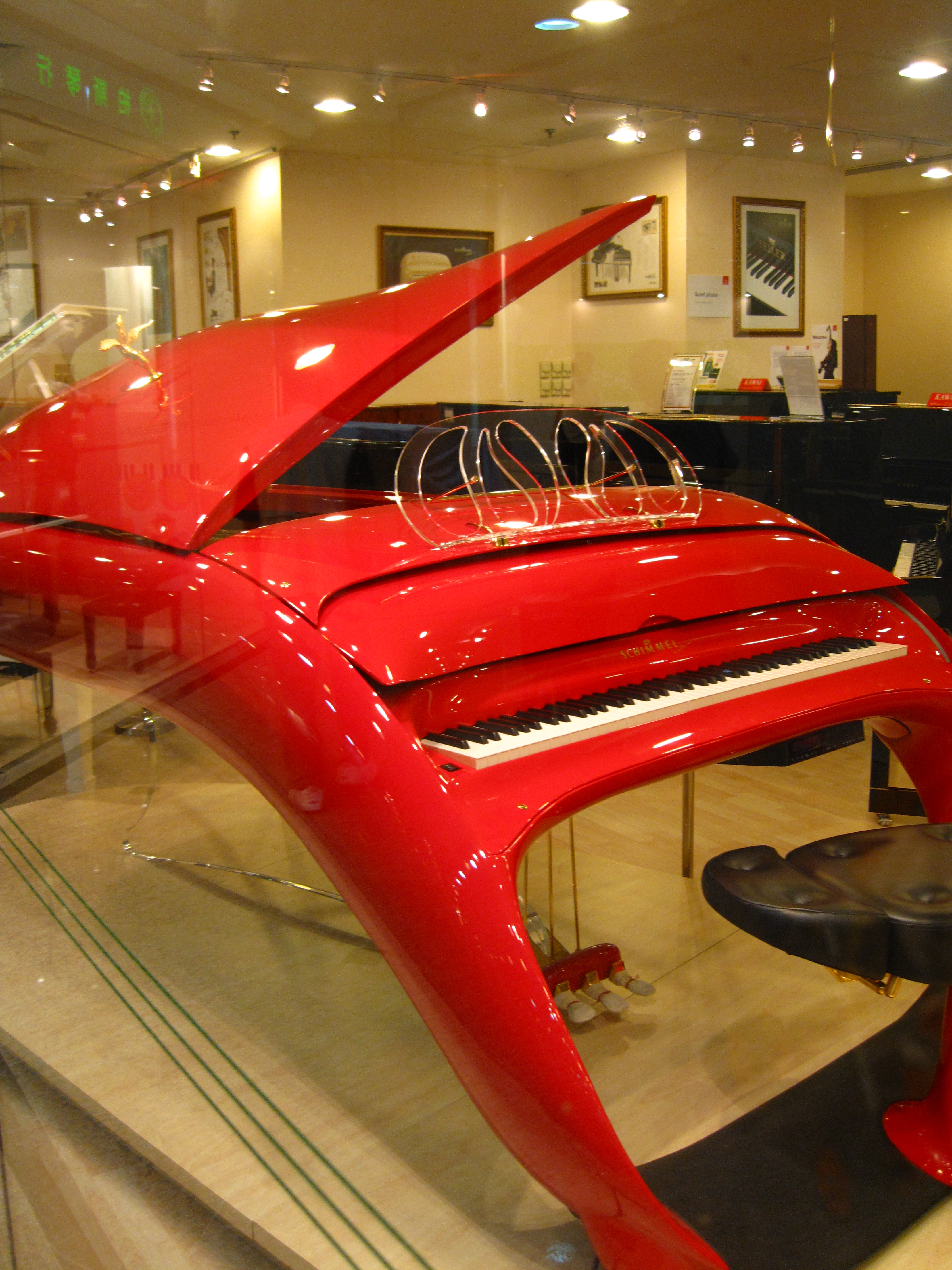
Рояль Schemmel K 208 Pegasus (1997)
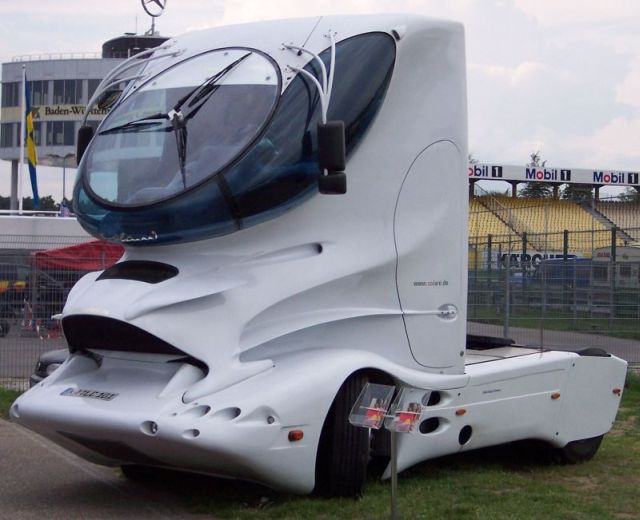
DAF Aero 3000 Truck (2001)
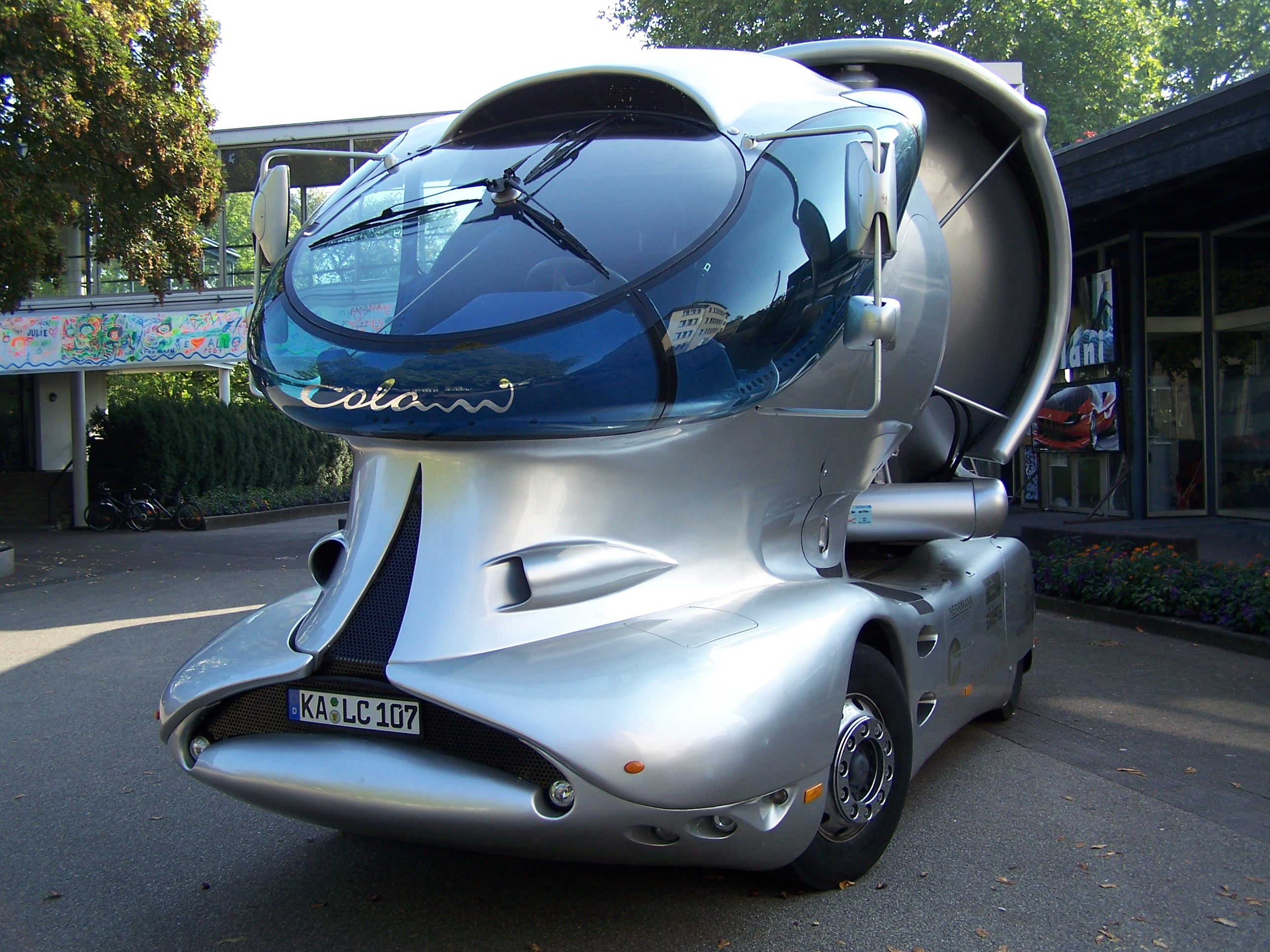
Colani Spitzer-Silo Truck (2002)
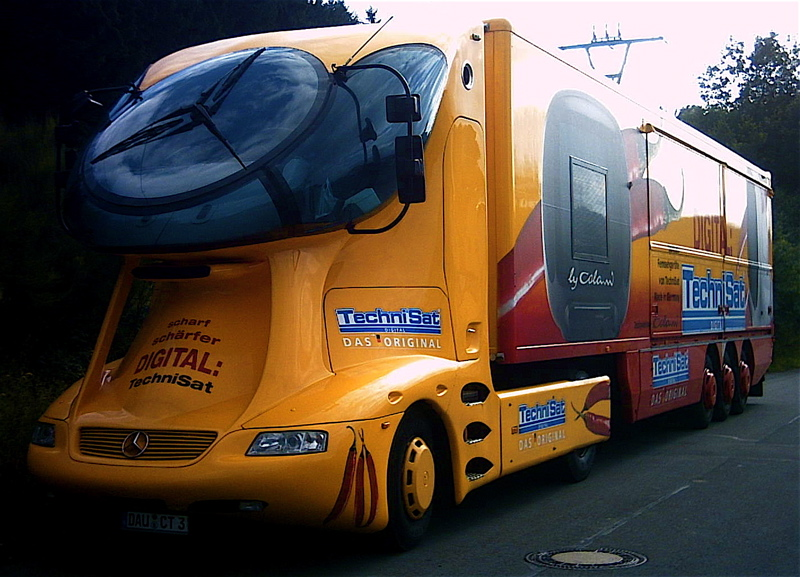
Colani-LKW на базе грузовика Mercedes
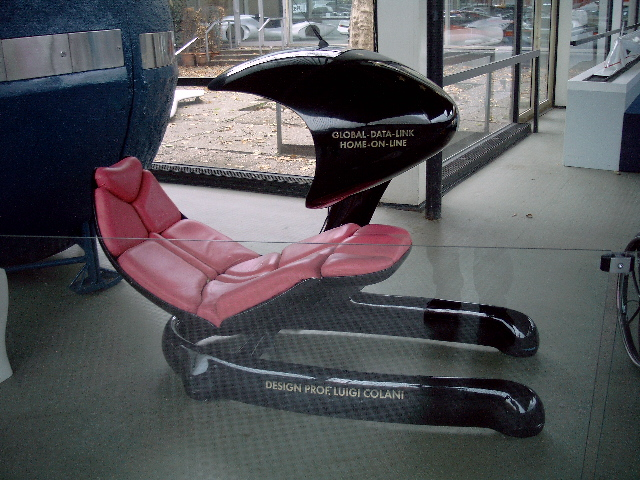
Компьютерное рабочее место
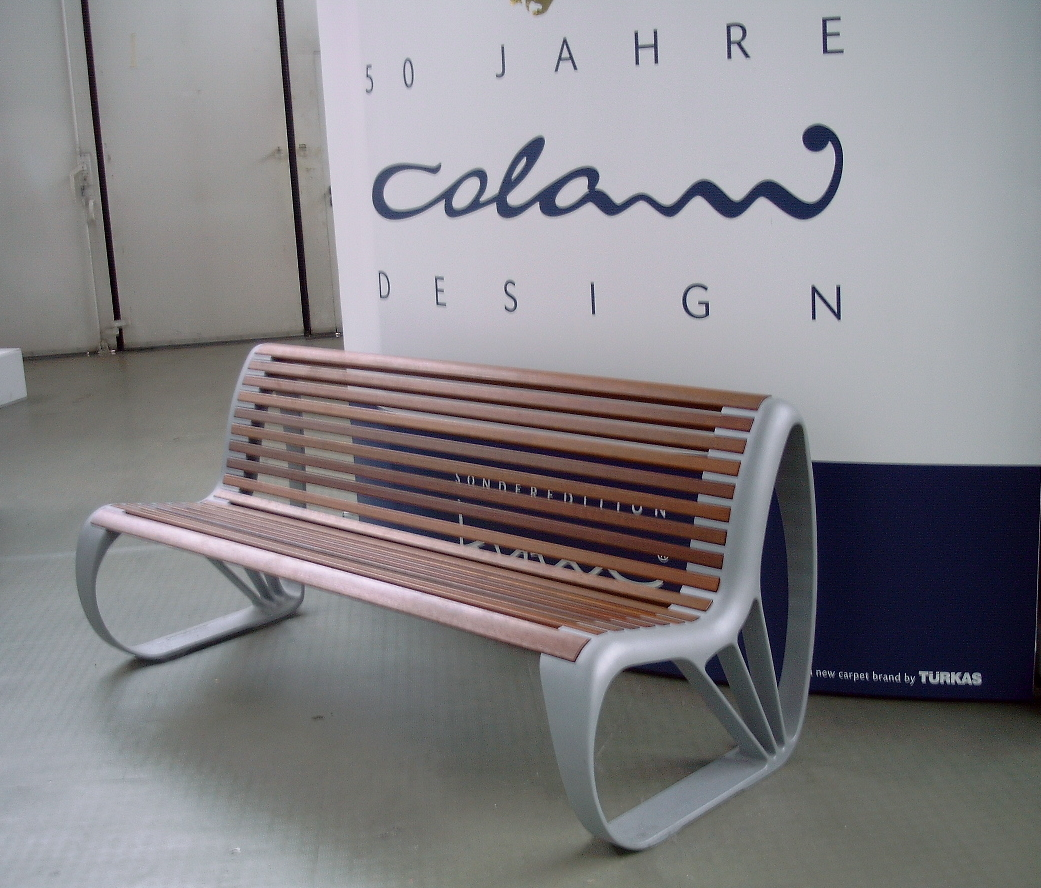
Парковая скамейка
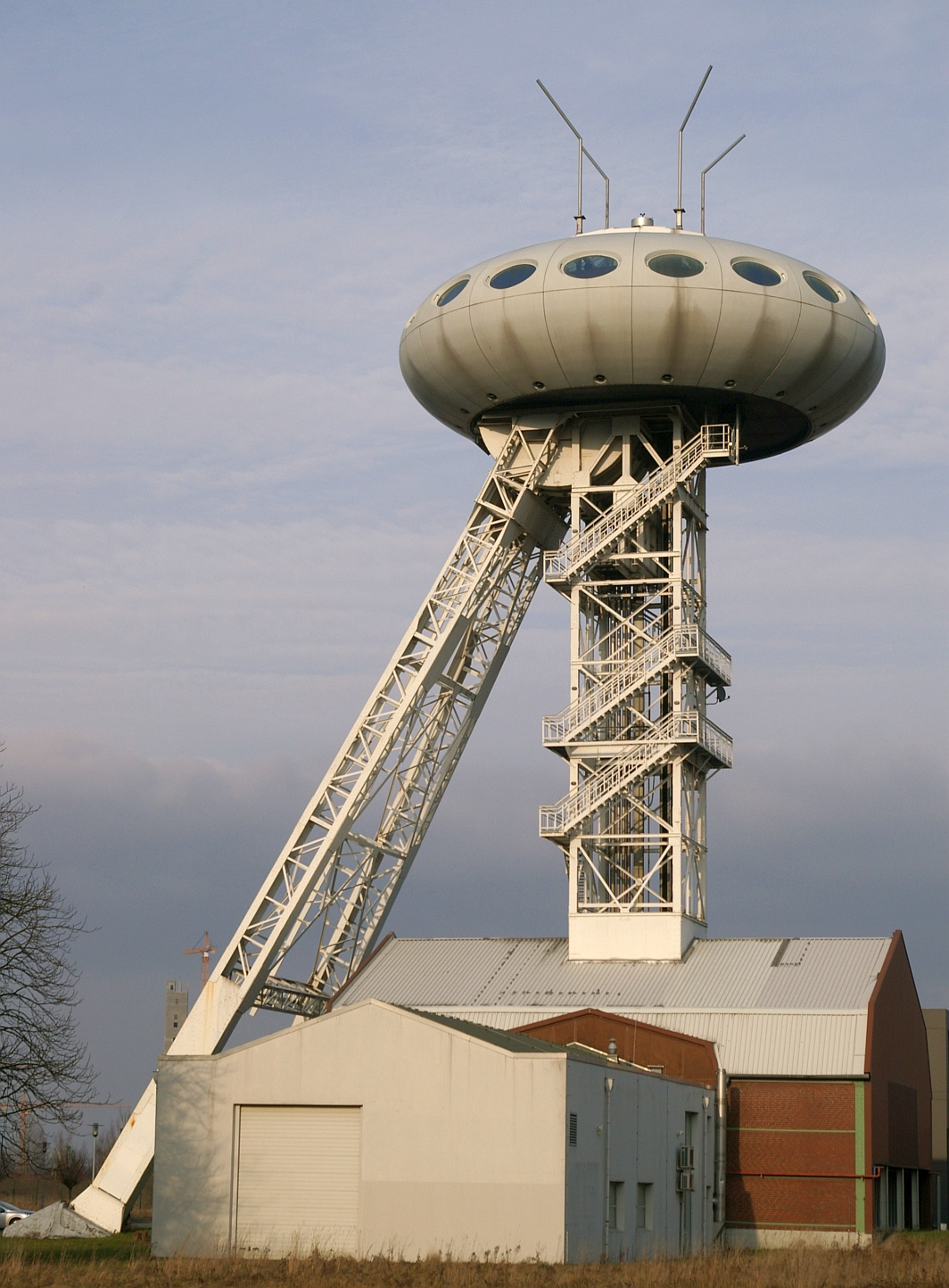
Конференц зал в городе Люнен, Германия

### Концепт-кары
- 1960 Colani GT
- 1963 BMW 700 (Colani)
- 1968 Colani C-Form
- 1970 Colani Le Mans Prototype
- 1970 Colani C 112

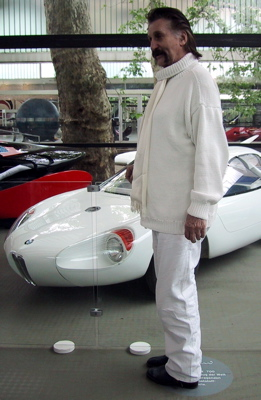
Луиджи Колани на фоне BMW 700 (Colani)

- 1972 Eifelland Type 21 (Формула-1)
- 1976 Colani L’Aiglon
- 1976 Volkswagen Turbo Polo (Colani)
- 1977 Volkswagen Prototype (Colani)
- 1977 Colani Sportscar Prototype
- 1978 Colani New RS
- 1978 Ford GT80 (Colani)
- 1978 Colani Truck 2001
- 1979 Colani Sea-Ranger
- 1981 BMW M2 (Colani)
- 1981 Colani 2CV кузов (на базе Citroën 2CV)
- 1983 Mazda Le Mans Prototype (Colani)
- 1985 Mercedes-Benz Le Mans Prototype (Colani)
- 1987 Colani GT 2
- 1987 Lada Gorbi (Colani)
- 1989 Ferrari Testa d’Oro (Colani)
- 1989 Colani Corvette
- 1989 Colani Utah 6
- 1989 Colani Utah 8
- 1989 Ford Prototype (Colani)
- 1991 Colani Corvette Prototype Racer
- 1991 Colani Stingray
- 1995 Mercedes-Benz Vision 2005 Truck (Colani)
- 1996 Colani Horch Mega-Roadster
- 1999 Colani Mamba
- 2001 Colani Schanghai
- 2001 DAF Aero 3000 Truck (Colani)
- 2002 Colani Spitzer-Silo Truck
- 2006 Colani SuperTruck
- 2006 Colani Street-Ray
- 2006 Colani Yellow Egg